# Papilio leucotaenia
Papilio leucotaenia is een vlinder uit de familie van de pages (Papilionidae). De wetenschappelijke naam van de soort is voor het eerst geldig gepubliceerd in 1908 door Lionel Walter Rothschild.